# 伯奧克 (堪薩斯州)
伯奧克（英語：Burr Oak）是一個位於美國堪薩斯州朱厄爾縣的城市。

## 地方資料
根據2020年美國人口普查的數據，伯奧克的面積為2.14平方千米，當中陸地面積為2.13平方千米，而水域面積為0.01平方千米。當地共有人口140人，而人口密度為每平方千米65.42人。